# Luis Manuel Torres
Luis Manuel Torres Salinas es un exfutbolista entrenador mexicano. Con los Potros Neza dirigió únicamente 5 juegos, de los cuales ganó 3, empató 1 y perdió 1. Con los Gallos Blancos, dirigió 20 juegos, con saldo de 3 partidos ganados, 7 empatados y 10 perdidos.

## Clubes como entrenador
| Club         | País   | Año         |
| ------------ | ------ | ----------- |
| Coyotes Neza | México | 1987 - 1988 |
| Atlante FC   | México | 1991        |